# Kaphummer
Der Kaphummer (Homarinus capensis), auch Kap-Hummer geschrieben, ist eine Art der Zehnfußkrebse aus der monotypischen Gattung Homarinus. Bis 1995 war diese Art Teil der Gattung Hummer (Homarus), wurde aber u. a. aufgrund ihrer wesentlich kleineren Körpergröße zu einer neuen Gattung ausgestellt. Der Name „Homarinus“ bedeutet „hummerähnlich“, das Artepitheton bezieht sich auf die Herkunft der Art, die Gewässer um das Kap der Guten Hoffnung.

## Beschreibung
Der Kaphummer erreicht Körperlängen von 8 bis 10 cm, der Carapax ist dabei 4 bis 5 cm lang. Seine Farbe ist korallenrot bis bräunlich gelb.
Der Körperbau ähnelt dem der Hummer (Homarus). Im Gegensatz zu jenen sind die Scheren der ersten Schreitbeine deutlich behaart. Die großen Scheren am ersten Beinpaar haben wegen der länglichen Carpus ein langgezogenes Erscheinungsbild. Während das Rostrum bei Amerikanischen und Europäischen Hummer zur Spitze hin aufrichtet ist, ist es beim Kaphummer abgeflacht und mit kleineren seitlichen Dornen versehen. Die Gonoporen sind relativ groß, weshalb vermutet wird, dass die Eier nicht nur wesentlich größer als bei anderen Hummern sind, sondern auch weniger zahlreich.
Trotz ihrer morphologischen Ähnlichkeiten sind die Gattungen Homarus und Homarinus keine Schwestergruppen. Phylogenetische Untersuchungen weisen vielmehr darauf hin, dass eine Konvergenz vorliegt.

## Verbreitung und Gefährdung
Das natürliche Verbreitungsgebiet des Kaphummers erstreckt sich an der südafrikanischen Küste von Dassen Island bei Kapstadt im Westen bis Haga Haga in der Provinz Ostkap im Osten. Dort lebt er in eher flachen Küstengewässern auf steinigem Grund. Der Kaphummer wird nicht befischt und ist eine äußerst seltene Art, die vom Aussterben bedroht ist.

## Taxonomie
Die Erstbeschreibung des Kaphummers erfolgte durch Johann Friedrich Wilhelm Herbst im Jahr 1792 als Cancer (Astacus) capensis. Synonyme sind Astacus fulvus Fabricius, 1793, Homarus fulvus Weber, 1795, Astacus capensis Latreille, 1802 und Cancer (Astacus) fulvus Turton, 1806.